# Giả kim thuật

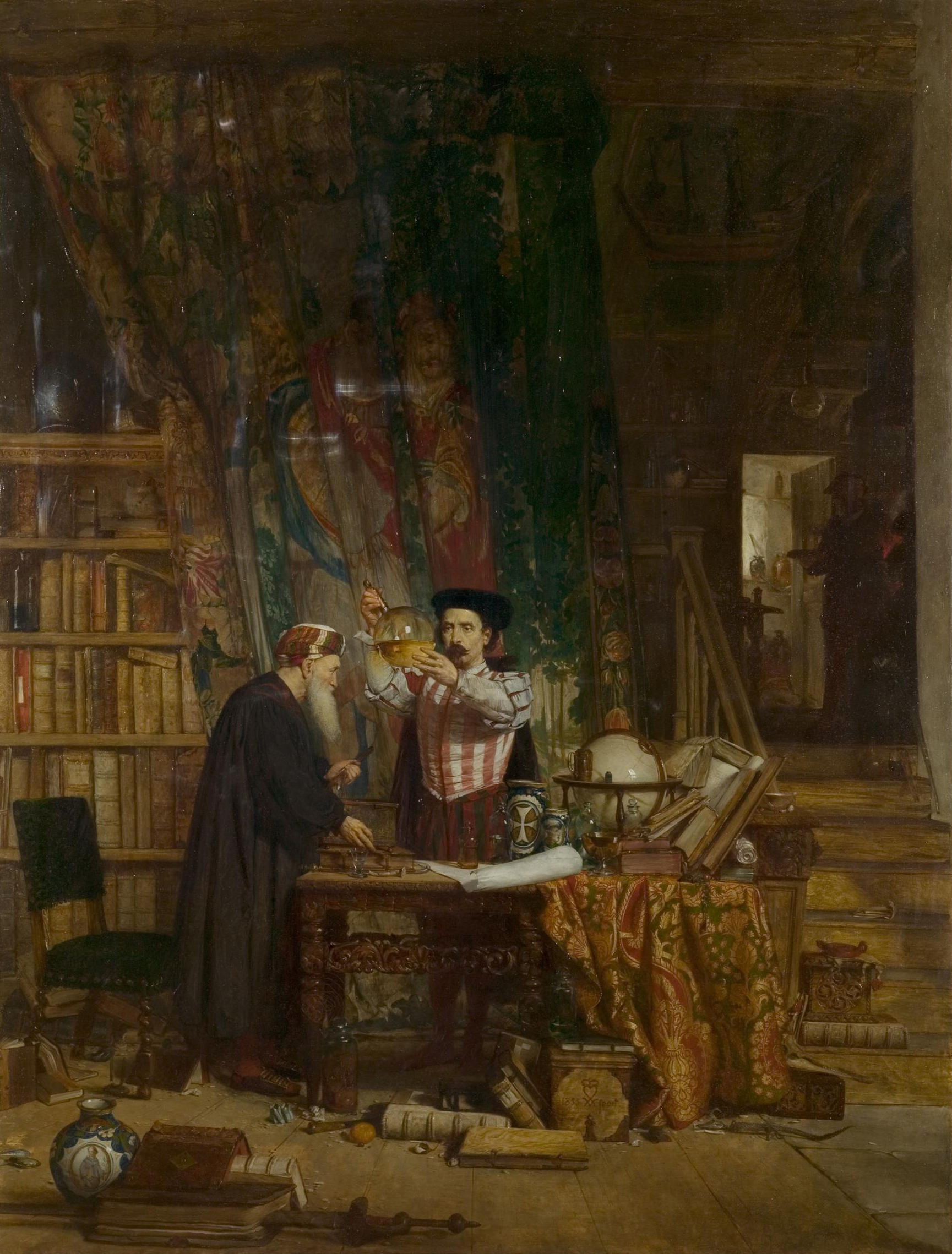
"Nhà giả kim Renel", bởi Sir William Douglas, 1853

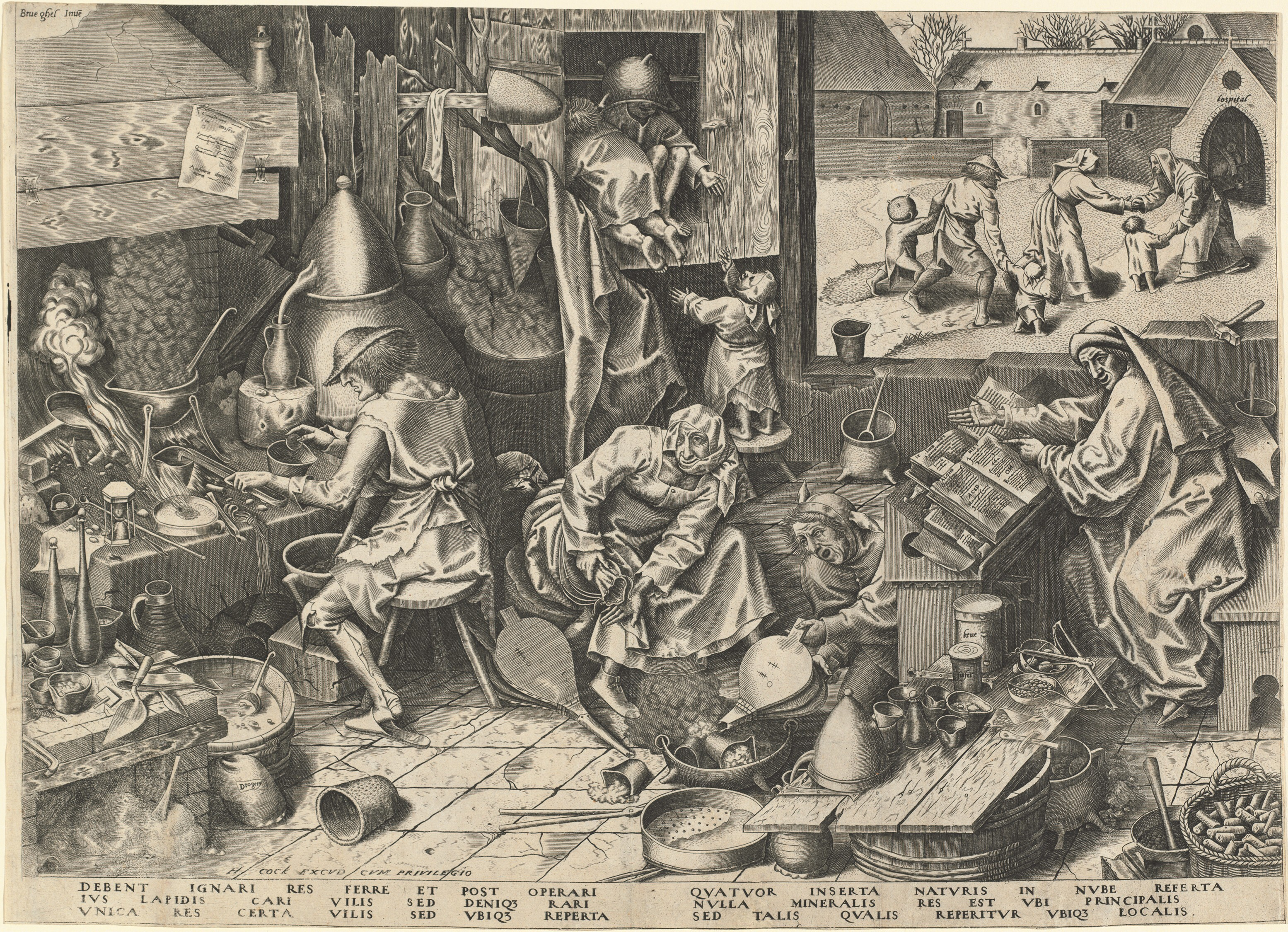
Nhà giả kim, bản khắc đồng năm 1558 của Pieter Bruegel il Vecchio

Giả kim thuật (tiếng Anh: Alchemy) còn được gọi là Luyện kim thuật (giản thể: 炼金术; phồn thể: 鍊金術; bính âm: Liànjīn shù), là một truyền thống triết học và tiền khoa học được thực hành khắp châu Âu, Ai Cập và châu Á. Mục đích của giả kim thuật là để làm sạch, trưởng thành và hoàn thiện một số đối tượng. Mục tiêu mà giả kim thuật nhắm đến là chuyển đổi các kim loại cơ bản, rẻ tiền (ví dụ: chì) thành các kim loại quý (ví dụ: vàng); tạo ra thuốc trường sinh bất tử; tạo ra loại thuốc có thể chữa bất kỳ bệnh nào (Panacea) và sự phát triển của Alkahest - một chất dung môi hòa tan mọi thứ.

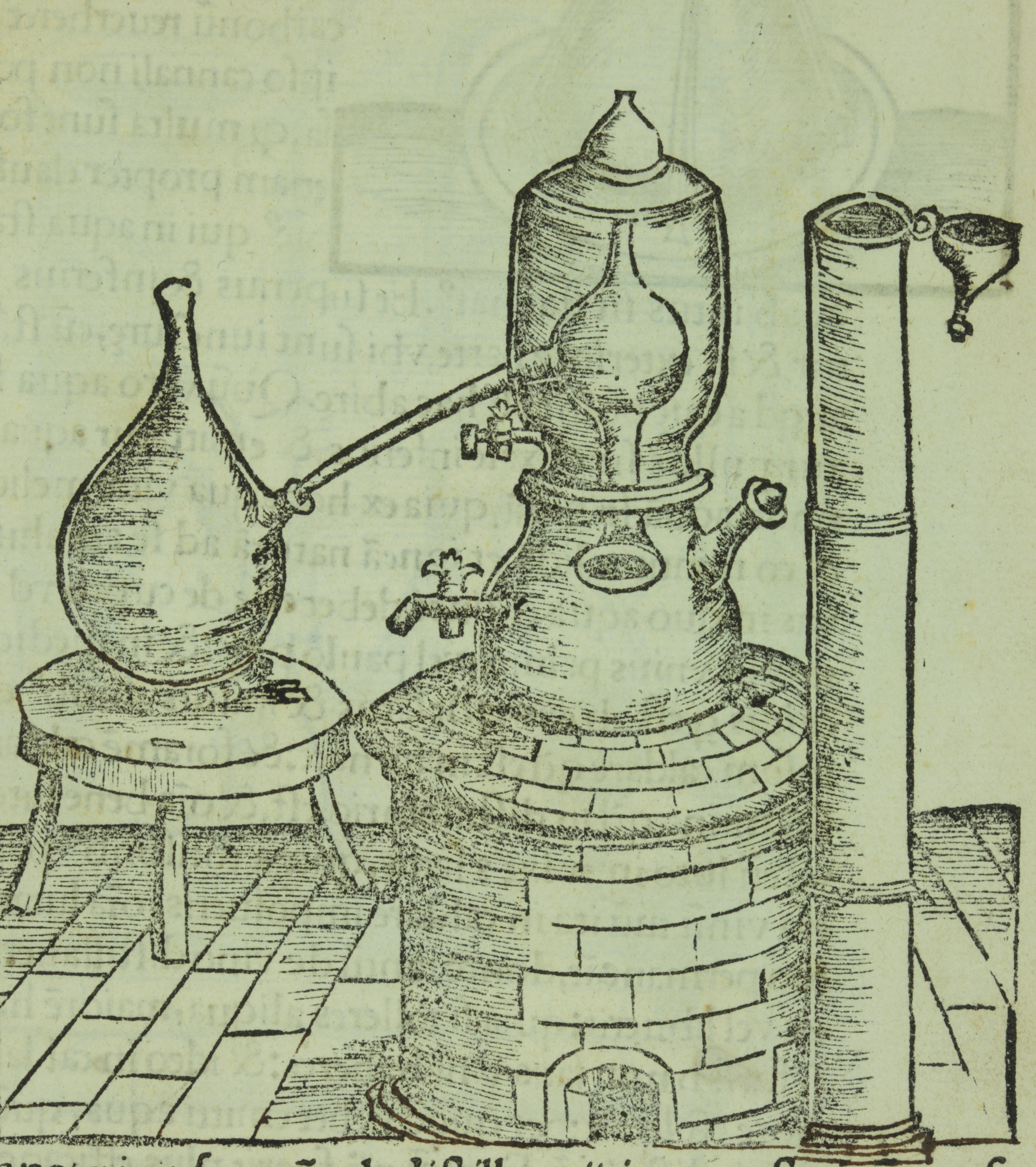
Hình vẽ một bình chưng cất và ngưng tụ trong sách Coelum philosophorum seu de secretis naturae liber của Philipp Ulstad năm 1525

Giả kim thuật là tiền thân của nền hóa học cận đại và có ảnh hưởng sâu sắc đến khoa học kỹ thuật thời cổ cũng như đời sống loài người.
Nguồn gốc của từ kim thuật bắt nguồn từ tiếng Ả Rập al-kīmiyā (الكيمياء hay الخيمياء), lấy từ phụ tố al- (الـ) chỉ danh từ và tiếng Hy Lạp cổ đại khēmeía (χημεία) cũng được lấy từ kēme (𓆎𓅓𓏏𓊖 "khmi") chỉ Ai Cập

## Lịch sử
Mục đích của giả kim thuật là nghiên cứu phương pháp biến đổi các kim loại thường như sắt thành các kim loại quý như vàng hoặc phương pháp luyện thuốc trường sinh bất tử. Giả kim thuật sử dụng quan điểm của Aristoteles, một nhà triết học thế kỉ 4 trước công nguyên làm cơ sở lý thuyết: có thể chuyển hóa được chất này thành một chất khác, kim loại này thành kim loại khác.
Ý nghĩ điều chế được vàng từ kim loại thường bắt đầu xuất hiện khi mà sự phát triển của thương mại đã dần dần biến vàng thành thứ kim loại quý giá nhất mang đến sự giàu có về vật chất cùng với đó là quyền lực cho con người.
Từ rất lâu trước Công nguyên, ở Ai Cập, Ấn Độ, Trung Quốc và Hy Lạp cổ đại người ta đã biết rằng vàng có thể trộn lẫn với bạc, đồng và nhiều thứ kim loại khác. Từ đó xuất hiện vàng nhân tạo bằng cách đưa thêm đồng và các kim loại khác vào vàng. Ngoài ra người ta còn trộn đồng (màu đỏ) và thiếc (màu trắng) thành hợp kim đồng-thiếc có màu giống vàng. Điều đó chừng như xác nhận rằng có thể biến các kim loại khác thành vàng.
Năm 296, Hoàng đế La Mã buộc phải ra sắc lệnh hủy bỏ những cách điều chế vàng nói trên vì vàng giả tràn ngập thị trường. Để trốn tránh lệnh truy nã, các nhà giả kim thuật chạy từ Ai Cập sang Babylon, Syria và dựng các phòng thí nghiệm, kiên trì biến kim loại thường thành vàng.
Trong quá trình nghiên cứu, các nhà giả kim thuật đã góp phần tìm ra các hợp chất mới: kim loại (Bi, Zn), muối (Hg, NH4+,…), một số axit vô cơ H2SO4, HCl, HNO3, nước cường thủy,... và hoàn thiện nhiều kĩ thuật thí nghiệm quan trọng: nung, chưng cất, hòa tan, lọc, bay hơi, kết tinh, thăng hoa,...
Ngày nay, việc chế tạo vàng vẫn còn là một mục tiêu theo đuổi của một số nhà khoa học, người ta đã hiểu rõ bản chất của vàng cũng như cấu tạo hạt nhân của nó; Do đó, việc biến các kim loại rẻ tiền khác thành vàng là điều có thể làm được nhưng đòi hỏi kĩ thuật rất cao, tốn kém và không kinh tế, vì thế các nghiên chế tạo vàng theo hướng này hầu như ít được theo đuổi mà hiện nay có một hướng nghiên cứu mới không phải chế tạo vàng mà là trích xuất vàng có trong tự nhiên. Dựa vào lượng vàng khổng lồ có sẵn trong các đại dương cũng như lượng vàng rơi vãi trong các quặng nghèo mà người ta có ý tưởng dùng công nghệ biến đổi gen để tạo ra những bãi rong biển có khả năng hấp thụ vàng trong nước biển cũng như những thảm cỏ có khả năng hấp thụ vàng cao trong đất để phủ đầy trên bề mặt các quặng nghèo. Nếu việc nghiên cứu này thành công thì lúc đó chúng ta có thể có những mùa gặt vàng bội thu.

## Giả kim thuật của người Ả Rập

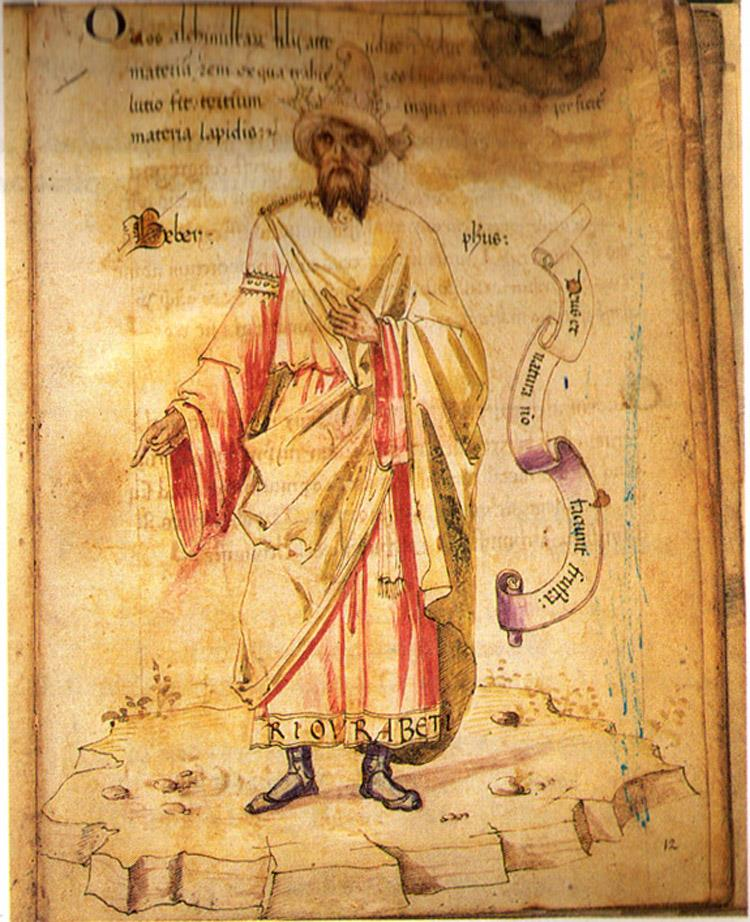
Jabir ibn Hayyan (Geber)(khoảng 721 – 815)), được xem như cha đẻ của hóa học thời kỳ đầu

Vào thế kỷ thứ 8, sau khi người Ả Rập chinh phục Ai Cập, Syria và hàng loạt các quốc gia ở vùng Cận Đông thì trung tâm khoa học đã chuyển về Ả Rập. Vào đầu thế ký thứ 9, họ đã có giả kim thuật riêng và khác với giả kim thuật của người Hy Lạp.
Các nhà giả kim thuật Ả Rập không tiếp thu một cách đơn thuần thuyết Aristotle mà còn giải thích chúng theo ý họ và bổ sung các khái niệm mới. Họ giải thích sự xuất hiện của các kim loại trong thiên nhiên là do 2 chất ban đầu là lưu huỳnh và thủy ngân vì:
- Thủy ngân có điểm đặc biệt là khả năng hòa tan các kim loại khác, kể cả vàng và đặc quánh lại tạo thành hỗn hống.
- Lưu huỳnh có tính chất lý thú là khi kết hợp với chì và thiếc nó sẽ cho các kim loại có vẻ sáng và màu sắc của bạc, kết hợp với đồng và sắt sẽ cho các kim loại đó màu sắc và vẻ sáng của vàng.

Theo ý kiến của các nhà giả kim thuật Ả Rập muốn điều chế vàng và bạc từ kim loại thường thì cần tỉ lệ kết hợp giữa thủy ngân và lưu huỳnh là đủ và hàng loạt cách điều chế vàng đã ra đời. Tuy nhiên tất cả đều thất bại.
Nhưng các nhà giả kim thuật Ả Rập không chỉ điều chế vàng mà còn nghiên cứu các chất và phương pháp điều chế các chất đó. Từ đó nhiều loại axít, base, khoáng chất đã được phát hiện. Đó là sự đóng góp vô cùng to lớn của các nhà giả kim thuật Ả Rập cho sự phát triển của hóa học.
Chính người Ả Rập đã thêm vào từ chymeia, nghĩa là "hóa học", tiếp đầu ngữ al để thành alchymeia, nghĩa là "giả kim thuật". Tên gọi này tồn tại đến cuối thế kỷ 18.

## Giả kim thuật của người Trung Quốc
Giả kim thuật của người Trung Quốc khác hẳn với giả kim thuật của người Hy Lạp. Trong khi người Hy Lạp cố biến kim loại thường thành vàng thì người Trung Quốc cố tìm kiếm thuốc trường sinh bất lão. Vì thế giả kim thuật Trung Quốc có tên gọi là luyện đan (tiếng Trung: 炼丹), dựa trên cơ sở học thuyết thần tiên. Các đạo gia chia luyện đan thành ngoại đan và nội đan. Ngoại đan là dùng lửa luyện các khoáng chất như chì, thủy ngân trong các lò đặc biệt biến chúng thành đan dược nuốt vào có thể thành tiên hay trường sinh bất lão.
Thứ được các nhà giả kim thuật Trung Quốc ưa sử dụng nhất là đan sa, công thức hóa học là HgS, luyện trong các lò thành vàng, uống vàng đó sẽ trường sinh bất lão. Các đạo sĩ cho rằng đan sa có màu đỏ là màu cao quý, có khả năng chữa bách bệnh, ngoài ra khi đun nóng còn phân tích thành thủy ngân là thứ kim loại kì lạ và có những đặc điểm lý thú. Chính vì thế mà đan sa được xem là tiên dược để luyện thuốc trường sinh.
Do đan sa có độc tính cao nên nhiều trường hợp người xưa đã chết khi sử dụng nó. Thời nhà Đường có Đường Thái Tông, Đường Hiến Tông, Đường Mục Tông, Đường Kính Tông đều trúng độc do uống kim đan. Vì thế, ngoại đan dần dần suy vi, chỉ còn nội đan là khởi thủy của ngành luyện kim ngày nay (tức dã kim học, tiếng Trung: 冶金学).

## Phụ chú
1. ↑  For a detailed look into the problems of defining alchemy, Xem Linden 1996, tr. 6–36 về vấn đề định nghĩa giả kim thuật.